# Corrida 100 anos por um milhão de árvores
A Corrida 100 anos por um milhão de árvores foi uma corrida de ciclismo de estrada em um único dia realizada em Mali, em 2007, entre as cidades de Fatoma e Mopti, com uma distância de 60 quilómetros. A corrida foi realizada simbolizando o início dos 100 anos de um projecto de um milhão de árvores apoiado pela equipa profissional de ciclismo Saunier Duval-Prodir, após os 100 anos de existência do principal patrocinador, Saunier Duval.

## História
Saunier Duval–Prodir disputou a temporada de 2006 em apoio aos 30 Direitos Humanos fundamentais em todo o mundo e o seu principal patrocinador comemorou o seu 100º aniversário em 2007. Saunier Duval concordou em plantar uma nova árvore em Mali para cada quilómetro rodado na temporada de ciclismo de estrada de 2007, com o apoio da PlanèteUrgence.  O país Mali está lutando contra a desertificação, que já afectou 65% da área de superfície. O objectivo da equipa Saunier Duval-Prodir é pedalar 1 milhão de quilómetros em 2007, resultando em 1 milhão de novas árvores plantadas no Mali. No entanto, para cada quilómetro percorrido em grupos separatistas, duas árvores foram plantadas, enquanto para cada quilómetro em uma corrida onde a equipa venceu, cinco árvores foram plantadas.

## Primeira árvore
A primeira árvore foi plantada em Mopti após a corrida em janeiro de 2007, onde os ciclistas de Saunier-Duval competiram com alguns dos melhores ciclistas de África. Na primeira corrida, os ciclistas foram acompanhados pelos ex-ciclistas Eddy Merckx, Vittorio Adorni e Miguel Indurain.
Durante o Tour de France de 2007 foram recolhidas 400.000 árvores.  Em dezembro de 2007, a 200.000ª árvore foi plantada pelo ciclista Leonardo Piepoli.  No final da temporada de 2007, os organizadores da Vuelta a España juntaram-se ao projecto e fizeram uma verificação simbólica de 477.238 (os quilómetros que os ciclistas da Vuelta a España 2007 percorreram) para a organização.
A corrida 100 anos por um milhão de árvores foi vencida pelo ciclista do Mali, Adama Toula.